# Ron Johnson
Ronald F. Johnson, detto Ron (New Prague, 20 luglio 1938 – Saint Cloud, 1º febbraio 2015), è stato un cestista statunitense, professionista nella NBA.

## Carriera
Venne selezionato dai Detroit Pistons al secondo giro del Draft NBA 1960 (12ª scelta assoluta).

## Palmarès
- NCAA AP All-America Third Team (1959)